# Johann Evangelist Habert
Johann Evangelist Habert (18. října 1833 Horní Planá – 1. září 1896 Gmunden) byl hudební skladatel, hudební teoretik, varhaník a pedagog.

## Život
Narodil se v Horní Plané, kde ho jeho strýc Franz Jenne naučil hudebním základům. Sám se tam jako samouk naučil hrát na několik hudebních nástrojů. V letech 1848–1852 chodil do školy v Linci, kde učil hudební výchovu Johann August Dürrnberger, hrát na varhany se učil od varhaníka linecké katedrály Wenzla Pranghofera. Potom dělal učitele v Naarn an der Donau a ve Waizenkirchenu. Od roku 1860 byl farním varhaníkem v Gmundenu, kde v roce 1868 založil hudební spolek a kde se v roce 1878 se stal regenschorim. V roce 1894 se stal rytířem papežského řádu sv. Jiří; byl nositelem zlatého záslužného kříže s korunou.

## Dílo
Církevní hudba (mše, zádušní mše, graduály, ofertoria, litánie, Tantum ergo, Te Deum, moteta), písně, sbory, orchestrální díla, komorní hudba, klavír a varhanní díla a pedagogické a hudebně–teoretické spisy.